# Dymy nad Birkenau
Dymy nad Birkenau (tạm dịch: Khói trên Birkenau) là một cuốn sách tự truyện của nhà văn Ba Lan Seweryna Szmaglewska, dựa trên trải nghiệm của bà khi là một tù nhân của trại tập trung Auschwitz-Birkenau trong Thế chiến II. Cuốn sách xuất bản vào tháng 12 năm năm 1945. Đây là một trong những tác phẩm đầu tiên về chủ đề này, ảnh hưởng lớn trong việc truyền bá kiến thức cho công chúng về chủ đề này. Do giá trị văn học và thực tế của tác phẩm, đây được coi là một thành tựu nổi bật của văn học trại.

## Bản dịch
Dymy nad Birkenau có nhiều ấn bản bằng tiếng Ba Lan. (tr203) Cuốn sách đã được dịch và xuất bản bằng tiếng Anh vào năm 1945. Nó cũng được dịch sang một số ngôn ngữ khác, bao gồm tiếng Séc (1947), tiếng Ukraina (1990), tiếng Tây Ban Nha (2006) và tiếng Đức (2020). Tính đến năm 2009, cuốn sách đã có ít nhất 18 lần xuất bản bằng tiếng Ba Lan và được dịch ra ít nhất 10 ngôn ngữ.

## Bối cảnh
Seweryna Szmaglewska là một tù nhân của trại tập trung Auschwitz-Birkenau trong Thế chiến II vào những năm 1942–1945. Bà bắt đầu viết cuốn sách ngay sau khi được trả tự do, cho biết lý do viết nên cuốn sách này là nghĩa vụ đối với các bạn tù, nhiều người trong số họ đã chết trong trại. Szmaglewska cũng cho rằng cần phải giáo dục thế giới về tội ác của Đức Quốc xã, điều mà bà cảm thấy người Đức sẽ cố gắng che giấu, do kinh nghiệm về sự tuyên truyền mạnh mẽ của Đức Quốc xã trước và trong chiến tranh. Dymy nad Birkenau được hoàn thành vào mùa hè năm 1945 và được Nhà xuất bản Czytelnik xuất bản tháng 12 năm đó tại Ba Lan. Tại Hoa Kỳ, Henry Holt and Company đã xuất bản cuốn sách.

## Tiếp nhận
Đây là cuốn sách đầu tiên của Szaglewska, và cũng là tác phẩm nổi tiếng nhất của bà trên bình diện quốc tế. (tr203) Nó là một trong những tài liệu văn học đầu tiên về trại tập trung Auschwitz-Birkenau, được coi là một đóng góp bước đầu quan trọng cho văn học và lịch sử liên quan. (tr204) Nó "nhanh chóng trở thành một trong những tài liệu về cuộc sống và cái chết ở Auschwitz được đọc nhiều nhất"(tr167)  và được biện luận là tác phẩm văn học có ảnh hưởng nhất về trại, định hình đáng kể nhận thức của công chúng về chủ đề này. Đây cũng là một bằng chứng quan trọng để xét xử tội phạm Quốc xã tại Tòa án Nürnberg. (tr196) Đến năm 1947, đã có hơn 30 bài phê bình và phân tích về cuốn sách trên báo chí Ba Lan và quốc tế cũng như các tác phẩm học thuật. Các nhà phê bình và sử gia như August Grodzicki, Piotr Kuncewicz và Alvin Hirsch Rosenfeld đã khen ngợi tác phẩm này. Arkadiusz Morawiec gọi cuốn sách là "một trong những thành tựu quan trọng nhất (với tư cách là một tác phẩm thu thập thông tin, trí tuệ và nghệ thuật) trong lĩnh vực văn học trại tập trung của Đức Quốc xã". Sławomir Buryła gọi Dymy nad Birkenau là cuốn "kinh điển" của thể loại này.
Do các giá trị văn học và thực tế của quyển sách, đây được coi là một thành tựu nổi bật của văn học trại. (tr203–204) Nó được mô tả là "một trong những hồi ký gợi nhiều cảm xúc nhất về công việc cực kỳ mệt nhọc, gian khổ do các nữ tù nhân thực hiện... cũng như cuộc sống khác nhau của những người Do Thái và không phải Do Thái trong trại".(tr203–204) Nó đã được so sánh với Auschwitz et après và La mémoire et les jours của Charlotte Delbo.(tr203)
Dymy nad Birkenau đã trở thành sách bắt buộc phải đọc ở các trường học Ba Lan (trong những năm 1946-1949 và một lần nữa kể từ năm 1994).